# Andy Capp
Andy Capp, tradotta a volte in italiano come Le vicende di Carlo e Alice o solamente Carlo e Alice, è una striscia a fumetti di satira a sfondo sociale creata da Reg Smythe nel 1957; ha raggiunto uno straordinario successo in tutto il mondo venendo pubblicato in oltre 50 nazioni tradotto in 14 lingue, occupando un posto importante nell'olimpo del fumetto e dell'umorismo. Ha inoltre avuto trasposizioni televisive e teatrali.
Il nome Andy Capp è un gioco di parole con il termine handicap.

## Storia editoriale
Reg Smythe a metà degli anni cinquanta viene incaricato dal Daily Mirror di realizzare una serie di vignette umoristiche incentrate su un personaggio rissoso ma simpatico per pubblicarlo sull'edizione diffusa nel nord del paese. Viene così ideato Andy Capp, che esordisce il 5 agosto 1957 come protagonista di una serie di vignette singole autoconclusive per la sola edizione Nord del quotidiano Daily Mirror. Fisicamente viene rappresentato con una grossa corporatura e con un naso tondo ancora diverso dal disoccupato cronico che apparirà nell'edizione nazionale dello stesso quotidiano a partire dal 14 aprile 1958. Reg Smythe, oltre al disegno e ai testi, cura anche il lettering.
Inizialmente è protagonista di una serie di vignette singole autoconclusive per la sola edizione per il nord del paese del Daily Mirror ma presto si passerà al formato a strisce giornaliere a quattro quadri e alle tavole domenicali. Dopo l'esordio sul Daily Mirror, nel 1960 viene pubblicato anche al Sunday Pictorial e grazie a un successo costante e progressivo si diffonde anche all'estero. La striscia è ambientata nella cittadina di Hartlepool nel Nord-Est dell'Inghilterra ed è incentrata sulle vicende della vita coniugale di Andy Capp, un ubriacone scansafatiche, e Florrie (detta Flo), sua paziente consorte. Visto il successo venne pubblicato sull'edizione nazionale del Daily Mirror dal 14 aprile dell'anno successivo. Nel 1983 la Lega antifumo convince l'autore a togliere dalle labbra di Andy la sigaretta.

In seguito alla morte dell'autore nel 1998, ed esaurite dopo un anno le scorte di strisce inedite, la serie venne continuata da Roger Mahoney e Roger Kettle su autorizzazione dello stesso autore, il quale aveva concesso che altri dopo di lui continuassero a disegnarne le storie.

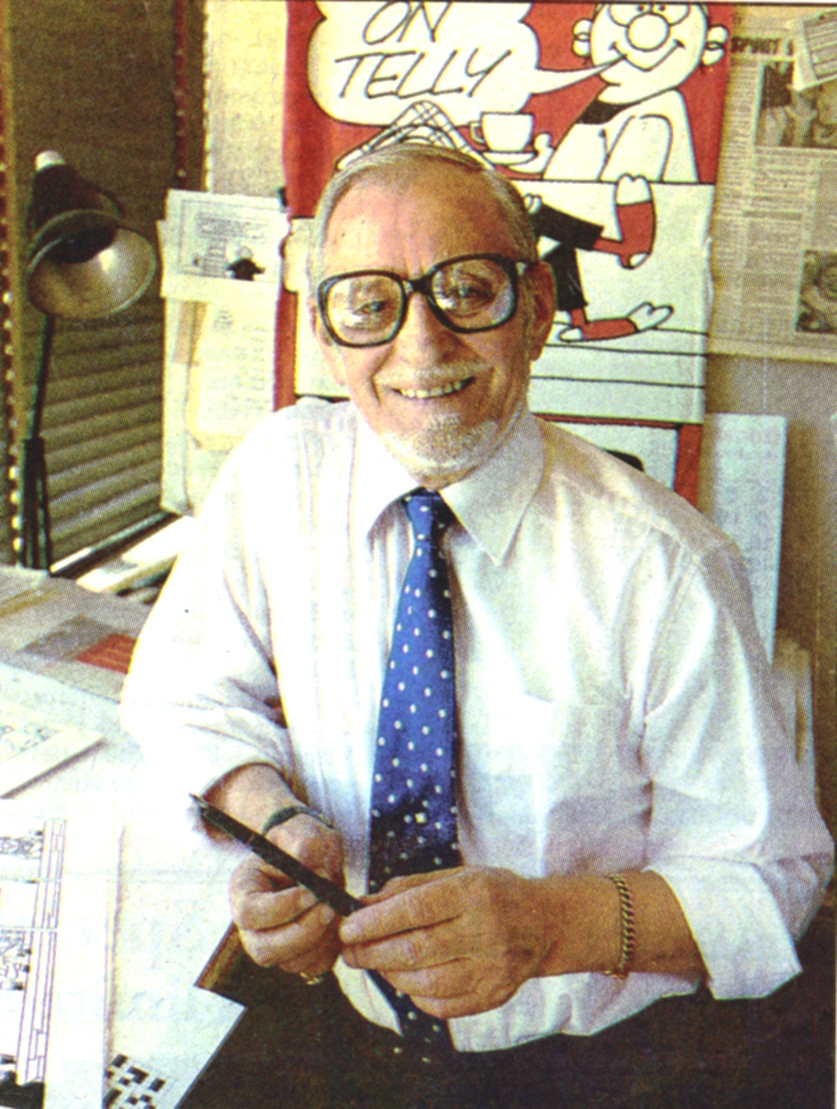
Il fumettista Reg Smythe

### Edizioni internazionali
La connotazione britannica non gli impedisce di diffondersi anche all'estero, assumendo sempre più connotazioni di valore universale. Andy Capp è stato pubblicato su oltre 1.700 testate in tutto il mondo e tradotto in 17 lingue, toccando 250 milioni di lettori. Negli Stati Uniti esiste una versione sindacata (strisce giornaliere e tavole domenicali). Andy Capp è noto come Tuffa Victor in Svezia, Kasket Karl in Danimarca, Willi Wakker in Germania, Carlo e Alice in Italia, Jan Met de Pet nei Paesi Bassi ed An'Dicap in Ghana.

### Edizioni italiane
La prima apparizione del personaggio in Italia avvenne sulla Settimana Enigmistica nel 1960, dove le strisce vengono rinominate come Le vicende di Carlo e Alice e pubblicato fino al 2008. Parallelamente è stato pubblicato con il nome originale su Eureka, rivista di fumetti pubblicata dall'Editoriale Corno, del quale è anche testimonial comparendo spesso in copertina a cui hanno fatto seguito raccolte in caratteristici volumi brossurati dal formato quadrato (Comics Box). Nel 1976 l'Editoriale Corno pubblica Il Vangelo secondo Andy Capp.
Successivamente le strisce sono apparse su molte altre testate quali Comix, Comic Art, Grazia, La Lettura (inserto gratuito de La Domenica del Corriere) e in volumi monografici presenti nelle collane Oscar Mondadori ed Eureka Pocket e Eureka Selezione.

## Personaggi

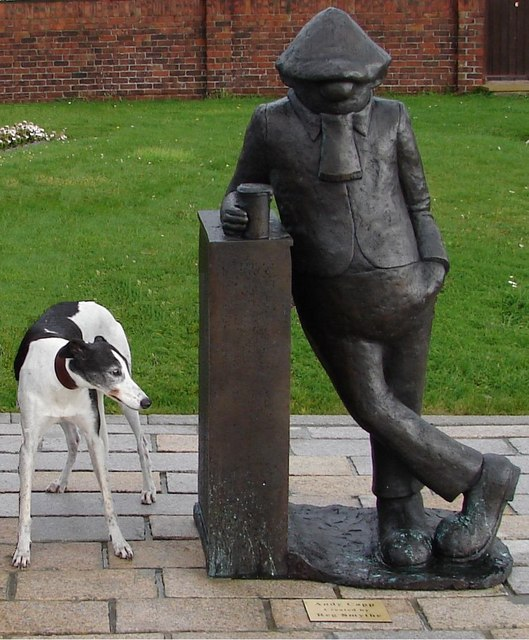
Statua dedicata ad Andy Capp a Hartlepool, Inghilterra, città natale del suo creatore Reg Smythe

### Andy
Andy è un ubriacone perdigiorno sposato con Flo. Passa il suo tempo a casa dormendo sul divano o impegnato nei propri hobby come il biliardo, le freccette o l'allevamento di piccioni viaggiatori o nelle sue passioni come il rugby e il football che pratica senza particolare attenzione al fair play. Quando ha un po' di soldi passa il suo tempo libero a bere birra in piedi di fronte al bancone del bar e, nonostante sia sposato, non si fa scrupoli ad attaccare bottone con le avventrici dei pub o con le stesse bariste; nonostante ciò vuol bene alla moglie, con la quale è sposato da molti anni e con cui è solito litigare o addirittura venire alle mani in vere e proprie risse; per cercare di arginare il problema si rivolgono saltuariamente a un consulente matrimoniale. Andy non è certo un marito ideale, ma non riesce a fare a meno di Flo, che lo perdona sempre (come dimostrano gli innumerevoli tentativi falliti che entrambi fanno per andarsene da casa). In una striscia Andy afferma di avere combattuto a Tobruk.
Inizialmente corpulento e col naso più pronunciato, e ispirato allo stereotipo delle popolazioni del nord dell'Inghilterra alle cui pubblicazioni era indirizzato esasperandone i difetti, a seguito del successo che lo porta a essere pubblicato sull'edizione nazionale la figura di Andy Capp viene resa più magra nel fisico mantenendo comunque tutte le altre caratteristiche: ubriacone perdigiorno con un berretto irlandese calato sugli occhi e una cicca di sigaretta sempre penzoloni tra le labbra (che scomparirà dagli anni novanta). Secondo Revel Barker che ha lavorato per il Mirror Group, Smythe gli avrebbe detto che l'ispirazione per il personaggio gli venne quando era ancora ragazzo e andò a vedere una partita di calcio ad Hartlepool con il padre. Iniziò a piovere e un uomo in piedi accanto a lui si tolse il berretto e lo mise dentro il suo cappotto. Il giovane Reg gli chiese motivo dello strano comportamento e l'uomo, guardandolo come se fosse stupido, gli rispose che non aveva intenzione di passare tutta la notte in casa con indosso un berretto bagnato.

### Flo
Florrie, chiamata Flo, è la moglie trasandata e corpulenta di Andy, spesso stanca per il lavoro e per le faccende domestiche si presenta con capelli ondulati a volte legati con un fazzoletto quando svolge le faccende domestiche o spesso sono attraversati da vistosi bigodini. Lavoratrice, innamorata e gelosa di lui e pronta a perdonare ogni sua debolezza. Manda avanti la casa da sola nella doppia veste di casalinga e lavoratrice. I soldi che lei porta a casa Andy Capp cercherà di sottrarglieli con le buone o con le cattive per andarseli a spendere al bar nonostante i creditori bussino alla porta. Al termine dell'ennesimo litigio uno dei due minaccia l'altro di andarsene con tanto di valigia alla mano ma senza essere mai preso sul serio dall'altro coniuge in quanto rivelano sempre un bluff. Nonostante le evidenti differenze fra i due, essi dimostrano di avere molte cose in comune: spesso bevono insieme qualche birra o vanno insieme allo stadio e per di più Flo come il marito non si tira indietro quando c'è da menare le mani con le giovani avventrici del pub insidiate dal marito e ha le sue passioni come quella per il bingo e le lotterie. Non mancano momenti di tenerezza anche se spesso nascondono secondi fini, soprattutto da parte del marito. È molto frequente che i battibecchi col marito degenerino in risse nelle quali prevale o l'uno o l'altra.

### Altri personaggi
Altri personaggi della serie sono le amiche di Flo, Rube e Sue, il fedele Chalkie, compagno di Andy, un reverendo travolto a sua volta da problemi familiari, il barista e qualche donnina che desta interesse in Andy e irritazione in Flo
- Percy: padrone di casa che passa a riscuotere l'affitto nonché arbitro delle partite di calcio nelle quali gioca Andy[2][6]
- Madre di Flo: la suocera di Andy non compare mai nelle vignette se non con i balloon che fuoriescono dalla stanza accanto e che ha un giustificato rancore verso il genero[2]
- Jack (o Jackie): titolare del pub frequentato da Andy e Flo[2]. Nelle vignette spesso si rivolge al lettore per commentare la vicenda appena conclusa con la battuta finale
- Chalkie e Rube: vicini di casa dei protagonisti. È una coppia simile ad Andy e Flo. Anche se apparentemente non sembra ugualmente in crisi perenne, gli uomini condividono gli stessi hobby e le donne sono sempre alla staccionata a lamentarsi delle rispettive vite di coppia[2][6]. Rispetto ad Andy, Chalkie ogni tanto sembra lavorare
- il vicario[2]
- il consulente matrimoniale che tenta di aiutare la coppia[2].

## Altri media
Negli anni 80 la striscia avrà una nuova stagione di popolarità tanto da avere una serie televisiva e uno spettacolo musicale ispirato ai suoi personaggi.

### TV
- 1988: serie televisiva della ITV[3][4][7].

### Teatro
- 1982: musical di Alan Price scritto da Trevor Peacock e con le musiche di Alan Price[3][4][7].

### Videogiochi
- Andy Capp pubblicato nel 1987 dalla Mirrorsoft per alcuni home computer.

### Periodici
Le sue avventure compaiono nella Settimana Enigmistica fino al 2008 con il titolo Le vicende di Carlo e Alice.

## Citazioni
- A Hartlepool, città natale di Reg Smythe, nel giugno 2007, è stata eretta una statua in bronzo che rappresenta Andy Capp,  di fronte al pub Harbour of Refuge, in Croft Terrace. Madrina dell'inaugurazione è stata la moglie del fumettista, Jean Smythe.[4].[4][21][22].
- Andy Capp compare in un episodio della terza stagione de I Griffin dal titolo "Pene d'amor perduto" (And the Wiener Is…) all'interno del locale Drunken Clamth.[4]
- La Goodmark Foods Company produce una linea di prodotti snack noto come patatine fritte di Andy Capp.[4]
- In Italia Andy Capp è stato usato come testimonial dalla Fiat per la sua linea di prodotti Autofa.
- Brian Johnson del gruppo musicale AC/DC ha un look ispirato a Andy Capp[4]
- Nell'episodio della serie TV a cartoni animati I Simpson, nell'episodio "Marge vs. the Monorail" Homer Simpson legge i fumetti di Andy Capp in un quotidiano. Lui riassume la striscia mentre ridendo dice “Oh, Andy Capp, you wife-beating drunk!”. Homer steso sul divano nello stile di Andy, nel fare spazio a Lisa, afferma "That Andy Capp was on to something.”[4]
- Nel numero 63 di Dylan Dog, Maelstrom!, compaiono i personaggi Barney e Henrietta Pembleton, chiaramente ispirati a Andy Capp e Flo.
- Il pastore presbiteriano statunitense D.P. McGeachy III nel 1973 scrisse un libro sulla dimensione spirituale del personaggio, tradotto in Italia dalla Corno come "Il Vangelo secondo Andy Capp"[3]